# Спортивна гімнастика на літніх Олімпійських іграх 2008 — Перекладина (чоловіки)
Змагання у  вправах на перекладині у рамках турніру зі спортивної гімнастики на літніх Олімпійських іграх 2008 року відбулись 19 серпня 2008 року в Пекінському державному палаці спорту.

## Медалісти
| Золото           | Срібло                | Бронза                      |
| Цзоу Кай · Китай | Джонатан Гортон · США | Фабіан Гамбюхен · Німеччина |

## Фінал
| Місце | Гімнаст               | Складність | Виконання | Штраф | Сума   |
| ----- | --------------------- | ---------- | --------- | ----- | ------ |
|       | Цзоу Кай (CHN)        | 7.200      | 9.000     |       | 16.200 |
|       | Джонатан Гортон (USA) | 6.900      | 9.275     |       | 16.175 |
|       | Фабіан Гамбюхен (GER) | 6.800      | 9.075     |       | 15.875 |
| 4     | Ігор Кассіна (ITA)    | 6.600      | 9.075     |       | 15.675 |
| 5     | Накасе Такуя (JPN)    | 6.600      | 8.850     |       | 15.450 |
| 6     | Томіта Хіроюкі (JPN)  | 6.600      | 8.625     |       | 15.225 |
| 7     | Епке Зондерланд (NED) | 6.500      | 8.500     |       | 15.000 |
| 8     | Ян Кушера (FRA)       | 6.500      | 8.325     |       | 14.825 |

## Кваліфіковані гімнасти
| Місце | Гімнаст               | Складність | Виконання | Штраф | Сума   |
| ----- | --------------------- | ---------- | --------- | ----- | ------ |
| 1     | Фабіан Гамбюхен (GER) | 7.000      | 9.200     |       | 16.200 |
| 2     | Ігор Кассіна (ITA)    | 6.800      | 9.200     |       | 16.000 |
| 3     | Ян Кушера (FRA)       | 6.900      | 8.950     |       | 15.850 |
| 4     | Епке Зондерланд (NED) | 7.100      | 8.650     |       | 15.750 |
| 5     | Цзоу Кай (CHN)        | 7.000      | 8.600     |       | 15.600 |
| 6     | Джонатан Гортон (USA) | 6.400      | 9.175     |       | 15.575 |
| 7     | Томіта Хіроюкі (JPN)  | 6.600      | 8.950     |       | 15.550 |
| 8     | Накасе Такуя (JPN)    | 6.600      | 8.850     |       | 15.450 |